# سیارک ۲۳۲۷۴
سیارک ۲۳۲۷۴ (به انگلیسی: 23274 Wuminchun، نامگذاری:2000YK91) بیست و سه هزار و دویست و هفتاد و چهارمین سیارک کشف شده‌است که در ۳۰ دسامبر ۲۰۰۰ کشف شد.
قدر مطلق سیارک برابر ۱۵.۵ است.